# Die Herrin von Hay
Die Herrin von Hay ist ein Historischer Roman mit Fantasyelementen der britischen Schriftstellerin Barbara Erskine, der im Original („Lady of Hay“) 1986 veröffentlicht wurde und dessen Übersetzung ins Deutsche 1988 erfolgte.

## Inhalt
Joanna Clifford, eine selbstbewusste und attraktive Journalistin in London, plant eine Artikelserie über das Phänomen der Hypnose. Während ihrer ausführlichen Recherchen lässt sie sich in Trance versetzen. Dabei findet sie sich zu ihrem Erstaunen im Wales des 12. Jahrhunderts wieder. Nun steckt sie 1174 gewissermaßen im Körper der leidenschaftlich wie schönen Mathilda, der Herrin von Hay-on-Wye, die eine historisch verbürgte Persönlichkeit war: Mathilda de Braose (1160–1211). Am Hofe König Johann Ohnelands muss sie nun als Ehefrau des ungeliebten Barons William ihr Leben bis zum bitteren Ende meistern. Immer wieder schlüpft Jo in das Leben Matildas, während sie im richtigen Leben mit ihrem Partner in mehrfacher Hinsicht Schiffbruch erleidet und sich seiner gewalttätigen Ader nicht erwehren kann. Matilda jedoch, nachdem sie König John abgewiesen hat und von ihrem Mann verraten und vom Liebhaber Richard de Clare verlassen wurde, findet ein grausames Ende im Kerker zusammen mit ihrem ältesten Sohn, da der König sie beide verhungern lässt.

## Ausgabe
- Barbara Erskine: Die Herrin von Hay. Ins Deutsche übertragen von Rainer Schmidt, Ullstein, Frankfurt/am Main/Berlin 1988, 576 S., ISBN 3-550-06159-5

## Rezension
„Erskine ist gleich mit ihrem Debüt ein rasanter Paukenschlag gelungen. Das Tempo der Geschichte ist wirklich enorm und lässt den Leser stellenweise sogar das Atmen vergessen. Das Spiel mit den zwei zeitlich getrennten Spannungsbögen, die wiederum durch einen einrahmenden dritten massiv verstärkt werden, ist schon ein kleiner Geniestreich, den die Autorin meisterhaft beherrscht.
Ein flüssiger Schreibstil, bildhafte Ausdruckskraft und eine in sich schlüssige Geschichte runden das Ganze zu einem eindrucksvollen Lesevergnügen ab. Hinzu kommen glänzend ausgearbeitete Charaktere, die sich ineinander verstricken, miteinander spielen und dann wieder in zerstörerischer Wut aufeinanderprallen. Selbst Nebencharaktere gewinnen in ihren kurzen Auftritten an ungeheurer Aufmerksamkeit des Lesers, schwer, sich ihrer Lebendigkeit und Persönlichkeit zu entziehen“.

## Rezeption
Das Buch verkaufte sich international millionenfach, erlebte zahlreiche Neuauflagen und begründete eine ganze Reihe ähnlicher Bücher, wobei Diana Gabaldon diesen Faden am erfolgreichsten aufzunehmen verstand.